# Назаренко Віталій Юрійович
Віталій Юрійович Назаренко — український ентомолог, фахівець з сучасних і викопних жуків-довгоносиків, кандидат біологічних наук (1997), старший науковий співробітник Інституту зоології імені І. І. Шмальгаузена НАН України. Автор понад 150 наукових праць, зокрема публікацій у таких провідних виданнях як «Zootaxa», «Journal of Paleontology» та «Fossil Record». Брав участь у створенні третього видання Червоної книги України (2009). Описав близько 13 нових для науки викопних видів жуків-довгоносиків з бурштину, переважно з рівненського. Співавтор великого монографічного зведення про сучасних довгоносиків України, опублікованого у «Zootaxa» (2018).

## Життєпис
У 1990 році закінчив Київський педагогічний інститут. Протягом 1992—1995 років навчався в аспірантурі в Інституті зоології імені І. І. Шмальгаузена НАН України і згодом залишився працювати в цій установі. У 1997 році захистив кандидатську дисертацію на тему «Довгоносики підродини Hylobiinae (Coleoptera, Curculionidae) лісостепу України».

## Найважливіші наукові праці
- Назаренко, В. Ю. 1995. К морфологии личинки жука-долгоносика Minyops carinatus (L.) (Coleoptera, Curculionidae). Вестник зоологии, [29](5-6): 81-85.
- Назаренко, В. Ю. 1996. О строении рудиментов крыльев жуков-долгоносиков рода Liparus Olivier (Coleoptera, Curculionidae). Энтомологическое обозрение[ru], 75(1):113-116.
- Назаренко, В. Ю. 1997. К морфологии личинки старшего возраста жука-долгоносика Lepyrus capucinus (Coleoptera, Curculionidae). Вестник зоологии, [31](3): 67-70.
- Назаренко, В. Ю. 1997. К биологии редкого и малоизученного жука-долгоносика Minyops carinatus (Coleoptera, Curculionidae) в Украине. Вестник зоологии, [31](4): 62-66.
- Назаренко, В. Ю. 1998. Описание личинки старшего возраста жука-долгоносика Donus nidensis (Coleoptera, Curculionidae). Вестник зоологии, 32(5-6): 103—106.
- Назаренко, В. Ю. 2000. К морфологии личинки старшего возраста жука-долгоносика Donus intermedius (Coleoptera, Curculionidae). Вестник зоологии, 34(3): С.91-94.
- Назаренко, В. Ю. 2000. Описание личинки старшего возраста жука-долгоносика Donus bucovinensis (Coleoptera, Curculionidae). Вестник зоологии. Отдельный выпуск,14: 165—168.
- Назаренко, В. Ю. 2001. К морфологии личинки старшего возраста жука-долгоносика Liparus glabrirostris (Coleoptera, Curculionidae). Вестник зоологии, 35(1): 59-62.
- Назаренко, В. Ю., Мороз О. Ю. 2001. Аннотированный список долгоносикообразных жуков Луганского природного заповедника. Заповідна справа в Україні, 7(2): 38-41.
- Назаренко, В. Ю. 2002. К морфологии личинки старшего возраста жука-долгоносика Liparus transsylvanicus (Coleoptera, Curculionidae). Вестник зоологии, 36(2): 83-86.
- Назаренко, В. Ю. 2003. Морфология личинки старшего возраста жука-долгоносика Plinthus tischeri (Coleoptera, Curculionidae). Вестник зоологии, 37 (4): 71–74.
- Назаренко, В. Ю. 2005. Описание личинки старшего возраста жука-долгоносика Liparus laevigatus (Coleoptera, Curculionidae). Вестник зоологии, 39(4): 85-88.
- Назаренко, В. Ю. 2008. Описание личинки старшего возраста жука-долгоносика Liparus tenebrioides (Coleoptera, Curculionidae). Вестник зоологии, 42(4): 363—368.
- Nazarenko, V. Yu., Perkovsky E. E. 2009. A New Genus and Species of Dryophthorid Weevils (Coleoptera, Dryophthoridae: Stromboscerinae) from the Rovno Amber. Paleontological Journal, 43 (9): 1097—1100.
- Червона книга України. Тваринний світ / Ред. І. А. Акімов. Київ: Глобалконсалтинг, 2009. 600 с. [автор або співавтор 8 нарисів]
- Назаренко, В. Ю. 2009. Жуки-довгоносики відділення Українського степового заповідника «Михайлівська цілина» та прилеглих територій. Вестник зоологии, отдельный выпуск, 22: 36–50.
- Назаренко, В. Ю., Легалов А. А., Перковский Е. Э. 2011. Новый вид рода Caulophilus Woll. (Coleoptera: Curculionidae: Cossoninae) из Ровенского янтаря. Палеонтологический журнал, 45 (3): 49–52.
- Nazarenko, V. Yu. 2014. Epipharyngeal Morphology in Hyperini Larvae (Coleoptera, Curculionidae, Hyperinae). Vestnik Zoologii, 48(4): 345—352
- Nikulina, T., Mandelshtam, M., Petrov, A., Nazarenko, V., Yunakov, N. 2015. A survey of the weevils of Ukraine. Bark and ambrosia beetles (Coleoptera: Curculionidae: Platypodinae and Scolytinae). Zootaxa, 3912 (1): 1—61.
- Nazarenko, V. Yu., Perkovsky, E. E. 2016. A New Species of Derelomine Weevils (Coleoptera, Curculionidae, Curculioninae: Acalyptini) from the Rovno Amber. Paleontological Journal, 50(9): 991—996.
- Yunakov, N., Nazarenko, V., Filimonov, R., Volovnik, S. 2018. A survey of the weevils of Ukraine (Coleoptera: Curculionoidea). Zootaxa, 4404: 1—494.
- Nazarenko, V. Yu., Morozov-Leonov, S. Yu. 2018. Clonal Structure of Some Weevil Species (Coleoptera, Curculionidae) From Central Ukraine. Vestnik Zoologii, 52(4): 313—322.
- Legalov, A. A., Nazarenko, V. Y., Perkovsky, E. E. 2018. A new genus of fungus weevils (Coleoptera: Anthribidae) in Rovno amber. Fossil Record, 21: 207—212
- Legalov, A. A., Nazarenko, V. Y., Perkovsky, E. E. 2019. A new species of the genus Homocloeus Jordan (Coleoptera: Anthribidae) in Miocene Mexican Amber. Paleontological Journal, 53(1): 56-61.
- Legalov, A. A., Nazarenko, V. Y., Perkovsky, E. E. 2019. New Weevils (Coleoptera: Curculionidae) from Rovno Amber. Paleontological Journal, 53(10): 1045—1059.
- Legalov, A.A., Nazarenko, V.Y., Perkovsky, E.E., 2021. A new species of the genus Glaesotropis Gratshev and Zherikhin, 1995 (Coleoptera, Anthribidae) from Rovno amber. Fossil Record, 24(1): 1-7.
- Legalov, A.A., Nazarenko, V.Y., Perkovsky, E.E., 2021. A new species of the genus Dorytomus Germar, 1817 (Coleoptera, Curculionidae) from Rovno amber. Zootaxa, 5006(1): 95-100.
- Legalov, A.A., Nazarenko, V.Y., Vasilenko, D.V., Perkovsky, E.E., 2021. Ceutorhynchus Germar (Coleoptera, Curculionidae) as proxy for Eocene core Brassicaceae: first record of the genus from Rovno amber. Journal of Paleontology.

## Описані види
- Stenommatomorphus hexarthrus Nazarenko & Perkovsky, 2009
- Caulophilus zherikhini Nazarenko, Legalov & Perkovsky, 2011
- Protoceletes hirtus Nazarenko & Perkovsky, 2016
- Eduardoxenus unicus Legalov, Nazarenko & Perkovsky, 2018
- Homocloeus popovi Legalov, Nazarenko & Perkovsky, 2019
- Rovnoslonik damzeni Legalov, Nazarenko & Perkovsky, 2019
- Caulophilus martynovae Legalov, Nazarenko & Perkovsky, 2019
- Dorytomus vlaskini Legalov, Nazarenko & Perkovsky, 2019
- Paonaupactus katyae Legalov, Nazarenko & Perkovsky, 2019
- Paonaupactus gracilis Legalov, Nazarenko & Perkovsky, 2019
- Glaesotropis rohdendorfi Legalov, Nazarenko & Perkovsky, 2021
- Dorytomus mikhailovi Legalov, Nazarenko & Perkovsky, 2021
- Ceutorhynchus zerovae Legalov, Nazarenko, Vasilenko & Perkovsky, 2021